# Rousillon Rupes

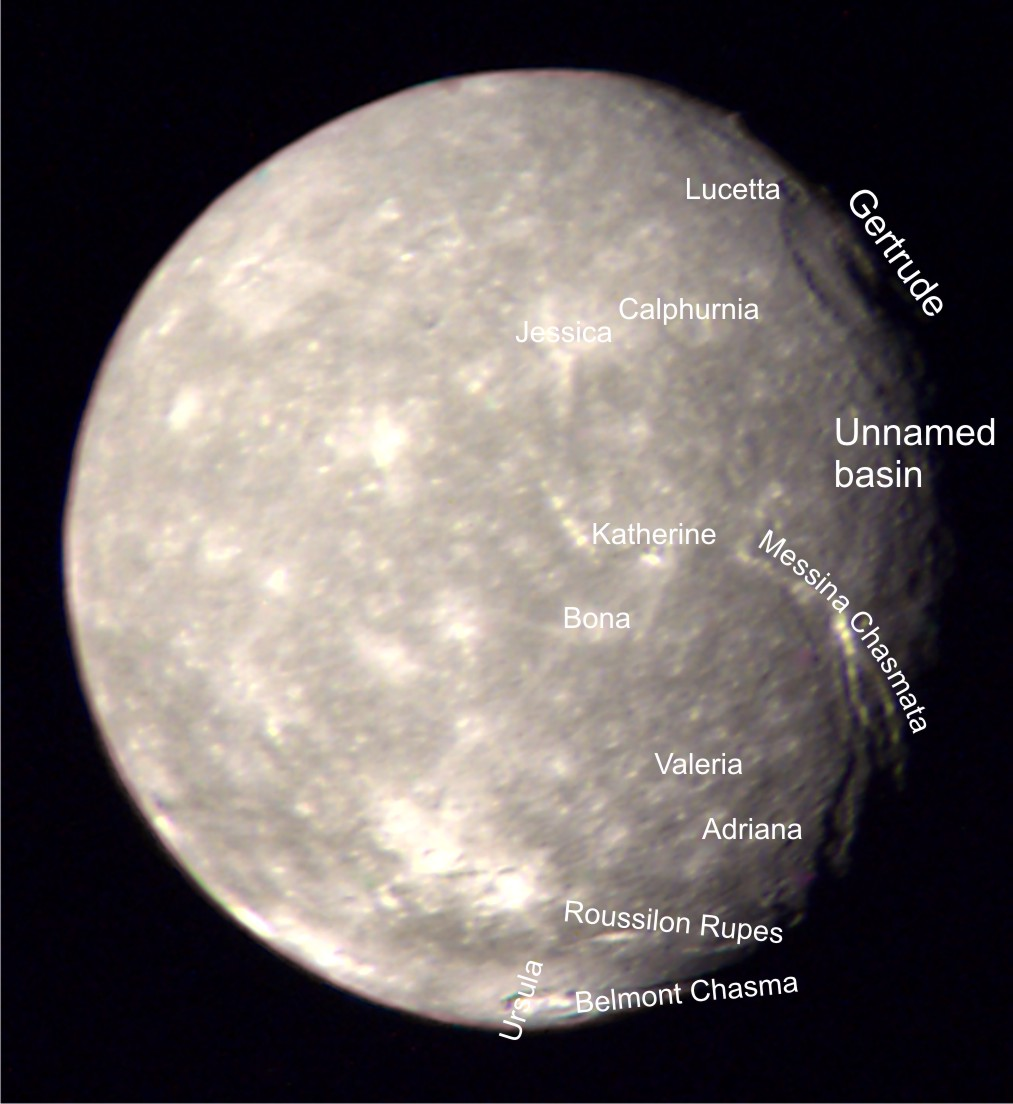
Les Rousillon Rupes sont dans le bas de l'image, juste au-dessus du cratère Ursula.

Rousillon Rupes est un escarpement de faille à la surface de la lune uranienne Titania. Il doit son nom à un lieu mentionné dans la comédie de William Shakespeare « Tout est bien qui finit bien ». Cette faille normale longue de 402 kilomètres est située à proximité de l'équateur et s'étend perpendiculairement à lui. La faille coupe des cratères d'impacts, ce qui indique probablement qu'elle s'est formée lors d'un épisode relativement tardif de l'évolution de la lune, alors que l'intérieur de Titania se dilatait et que son écorce de glace craquait sous la pression. Rousillon Rupes n'a que peu de cratères en surimpression, ce qui implique qu'il est relativement jeune (en temps géologique). Cette faille fut photographiée par la sonde Voyager 2 pour la première fois en janvier 1986.